# Зеленортска Острва на Светском првенству у атлетици на отвореном 2019.
Зеленортска Острва су учествовала на 17. Светском првенству у атлетици на отвореном 2019. одржаном у Дохи од 27. септембра до 6. октобра тринаести пут. Репрезентацију Зеленортских Острва представљала је 1 такмичарка која се такмичила у трци на 1.500 метара.,
На овом првенству такмичарка Зеленортских Острва није освојила ниједну медаљу нити је остварила неки резултат.

## Учесници
Жене:
Јордин Андраде — 1.500 м

## Резултати

### Жене
| Атлетичарка  | Дисциплина | Лични рекорд | Квалификације | Квалификације | Полуфинале            | Полуфинале            | Финале                | Финале  | Детаљи |
| Атлетичарка  | Дисциплина | Лични рекорд | Резултат      | Место         | Резултат              | Место                 | Резултат              | Место   | Детаљи |
| ------------ | ---------- | ------------ | ------------- | ------------- | --------------------- | --------------------- | --------------------- | ------- | ------ |
| Карла Мендес | 1.500 м    | 4:16,06      | 4:23,56       | 12. у гр. 2   | Није се квалификовала | Није се квалификовала | Није се квалификовала | 34 / 35 |        |